# Ніцпоня
Ніцпоня (пол. Nicponia, нім. Nichtsfelde) — село в Польщі, у гміні Ґнев Тчевського повіту Поморського воєводства.
Населення — 738 осіб (2011).
У 1975-1998 роках село належало до Гданського воєводства.

## Демографія
Демографічна структура станом на 31 березня 2011 року:
|          | Загалом | Допрацездатний вік | Працездатний вік | Постпрацездатний вік |
| -------- | ------- | ------------------ | ---------------- | -------------------- |
| Чоловіки | 376     | 90                 | 265              | 21                   |
| Жінки    | 362     | 65                 | 250              | 47                   |
| Разом    | 738     | 155                | 515              | 68                   |